# Cassatt Corona
Cassatt Corona is een corona op de planeet Venus. Cassatt Corona werd in 1997 genoemd naar de Amerikaanse impressionistische kunstschilder, pastellist en graveur Mary Cassatt (1844-1926).
De corona heeft een diameter van 152 kilometer en bevindt zich in het quadrangle Pandrosos Dorsa (V-5).